# Дедайт
Дедайт (англ. deadite) — вигадана істота, одержима кандарійським (англ. kandarian) демоном. Термін був придуманий американським режисером і сценаристом Семом Реймі і вперше використаний в сценарії до фільму «Зловісні мерці 2». Дедайти є основними негативними персонажами трилогії «Зловісні мерці», заснованих на ній відеоігор «The Evil Dead», «Evil Dead: Hail to the King», «Evil Dead: A Fistful of Boomstick», «Evil Dead: Regeneration», серії коміксів «Army of Darkness» і телесеріалу «Еш проти зловісних мерців». В офіційному перекладі серіалу компанії «Амедіа» термін deadite перекладається як нежить.
Дедайтами також умовно називають шанувальників серії «Зловісні мерці».

## Природа
Потенційним дедайтом, тобто носієм демона, може бути практично будь-який об'єкт: живі або мертві люди, тварини, окремі частини їхніх тіл, а також дерева і неживі предмети. Етіологія і патогенез перетворення людини або тварини в дедайта невідомі, але швидше за все підпорядкування майбутнього носія можливе за будь прямому контакті демона з обраним тілом, не обов'язково через нанесену рану або укус. Персонаж Джейка з фільму «Зловісні мерці 2» став дедайтом, не маючи видимих тілесних ушкоджень.

## Характеристики
У дедайтів як правило спостерігаються значні зовнішні деформації, мутації, помутніння рогівки очей, зміна тембру голосу. На відміну від зомбі у дедайтів простежується інтелект, хитрість, специфічне почуття гумору, зберігається можливість розмовляти і сміятися. Дедайти володіють підвищеною фізичною силою, деякі наділені надприродними здібностями (левітація, телепатія).

## Поведінка
У переважній більшості випадків дедайти вкрай агресивні, іноді мотивуючи свою поведінку злістю через потривожений сон, або бажанням жити — «Ми теж хочемо жити» — затвердження одержимого демоном науковця у фільмі «Зловісні мерці 2». На двосторонній вербальний контакт з жертвами йдуть рідко, в основному обмежуючись погрозами і прокляттями. Найбільш поширеними загрозами, що виходять від дедайтів, є обіцянки проковтнути душу (англ. «I'll swallow your soul!») або вимоги приєднатися (англ. «Join us!»). Інстинкт самозбереження розвинений слабко, поступаючись місцем лютим лобовим атакам. Дедайти жіночої статі для усипляння пильності своїх супротивників здатні на деякий час повертати собі нормальний зовнішній вигляд і голос.

## Уразливість
Дедайти за визначенням безсмертні. Зупинити дедайта можна за допомогою повного розчленування тіла-носія (окремі кінцівки розчленованих дедайтів при цьому залишаються життєздатними) або знищенням головного мозку дедайта (при його наявності). Дедайти підвищено вразливі до удару ритуальним кандарійським кинджалом, після якого вони починають тимчасово агонізувати, стікаючи при цьому білою рідиною. Життя дедайтів нерозривно пов'язана з книгою Некрономікон, якому вони зобов'язані своїм існуванням. При знищенні книги дедайти припиняють функціонувати, і їхні тіла, залишені демонами, починають стрімко розкладатися. Існують також поодинокі випадки перетворення дедайтів назад в людей під впливом сонячного світла, спогадів про кохану дівчину. Існує також теорія, що перетворення Еша з дедайта в людину в фільмі «Зловісні Мерці 2» відбулося за його контакту зі срібним ланцюжком, оскільки срібло вважається згубним для нечисті, після знищення головного дедайта (Поганий Еш з Армії пітьми), або захоронення живцем (Міа (Зловісні мерці: Чорна книга), проте вони не гарантують неможливість подальших рецидивів.

## Дедайти в музиці
- Ірландський хіп-хоп / індастріал колектив Jenny and the Deadites.
- Американські групи The Deadites (електронна музика) і Deadites (гаражний рок).
- Пісня «The Deadite Girls Gone Wild» з репертуару фінської групи Lordi.
- Пісня «Deadites Unite» американської групи FourZeroAlpha.